# سه برج سان مارینو

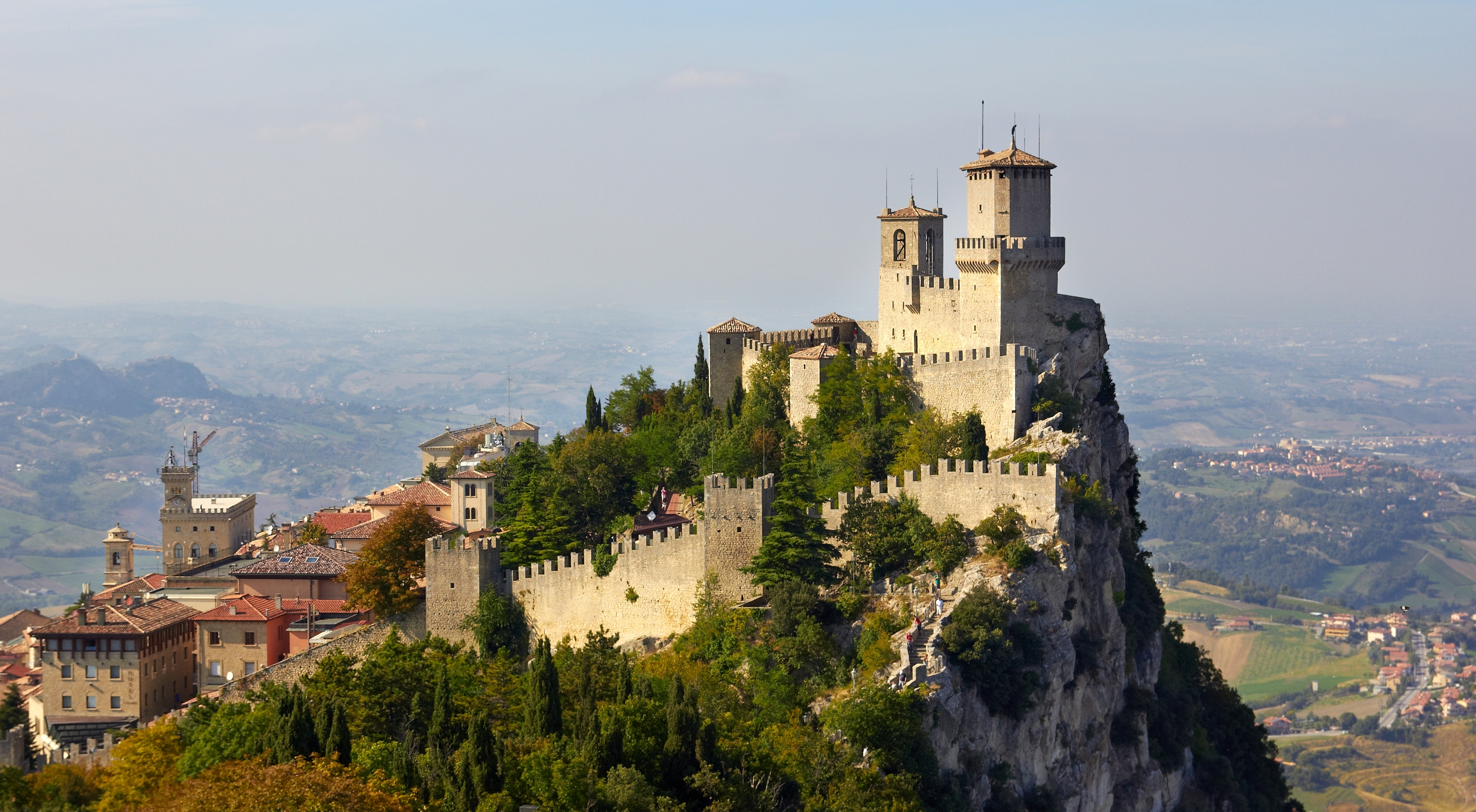
گوایتا

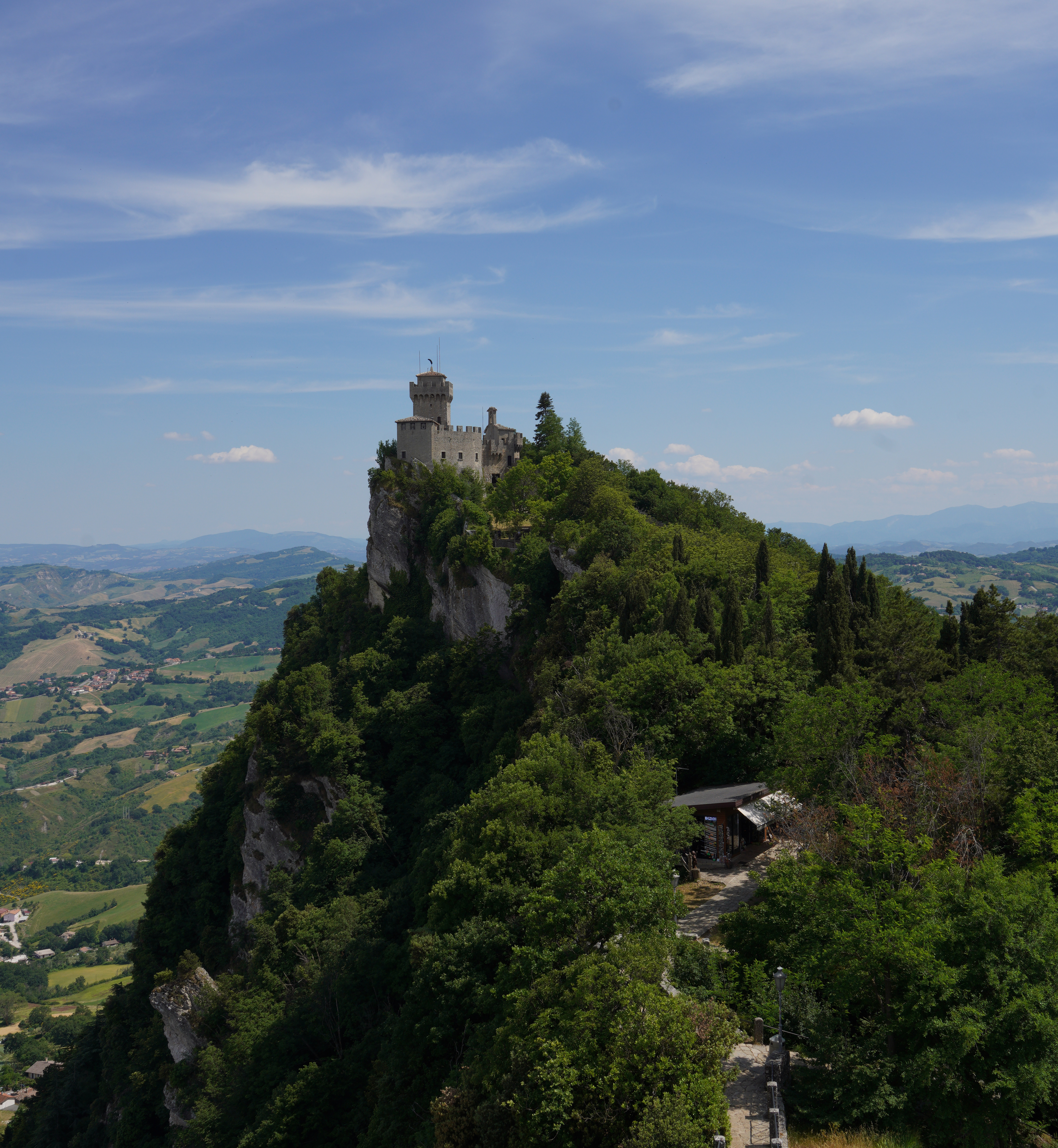
کستا

سه برج سان مارینو گروهی از برج‌ها هستند که در سان مارینو واقع شده‌اند. این برج‌ها در سه قله مونت تیتانو در پایتخت واقع شده‌اند که سان مارینو نیز نامیده می‌شوند، این برج‌ها هم روی پرچم ملی و هم روی نشان ملی سان مارینو نشان داده شده‌اند.

## برج اول
گوایتا قدیمی‌ترین و مشهورترین برج است. این بنا در قرن یازدهم میلادی ساخته شده و مدت کوتاهی از آن به عنوان زندان استفاده می‌شد. این برج بارها مورد بازسازی قرار گرفته و در قرن پانزدهم در طی جنگی که بین سان مارینو و خانه مالاتستا در جریان بود به شکل امروزی خود درآمد.

## برج دوم
کستا در بالاترین قله مونت تیتانو واقع شده‌است. موزه ای برای بزرگداشت سینت مارینوس، که در سال ۱۹۵۶ ایجاد شد، در این برج واقع شده‌است و بیش از ۱٬۵۵۰ سلاح مربوط به دوران قرون وسطی تا امروز را به نمایش می‌گذارد. این بنا در قرن سیزدهم بر روی بقایای قلعه قدیمی روم ساخته شده‌است.

## برج سوم

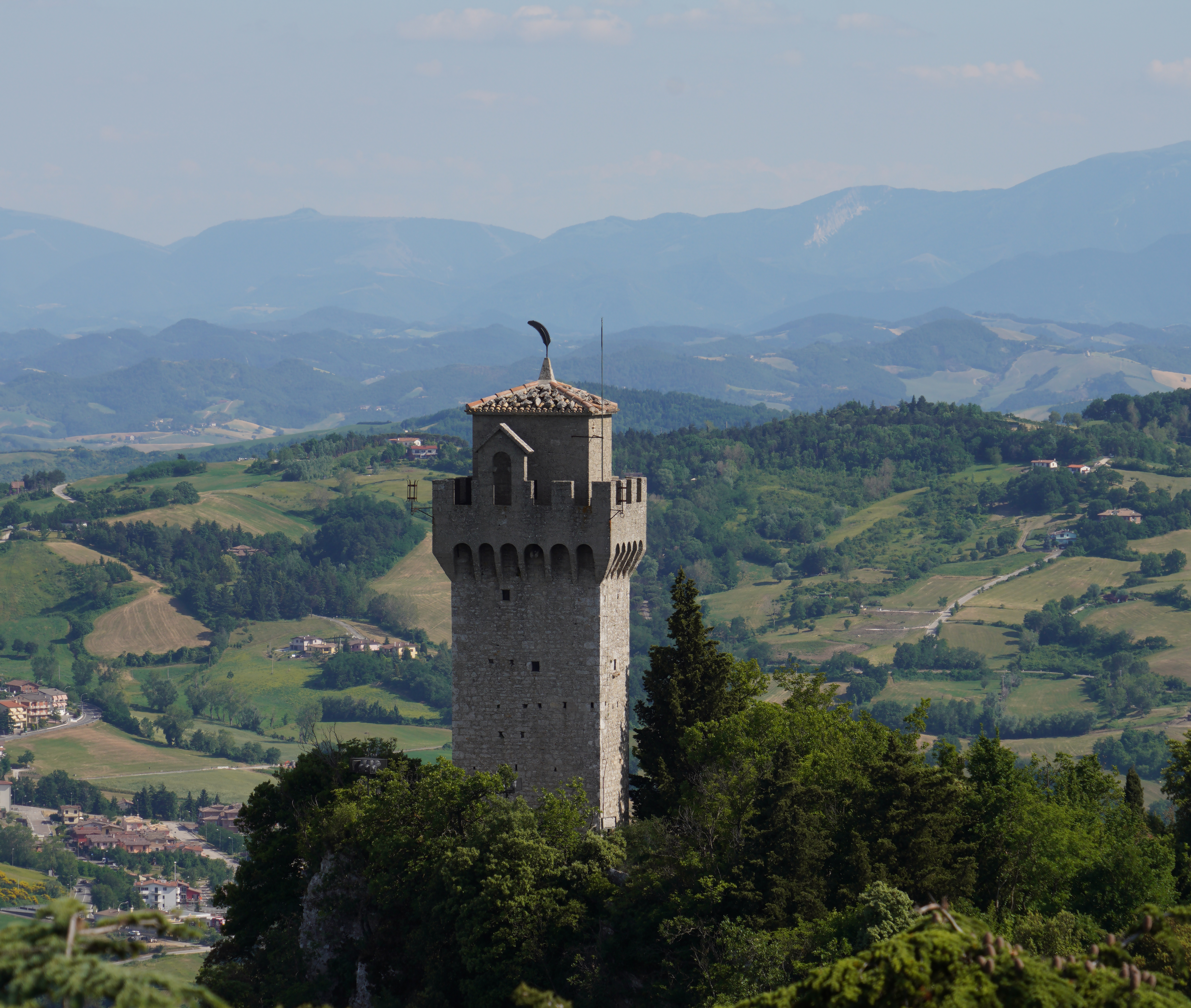
مونتاله

مونتاله در کوچکترین قله مونت تیتانو واقع شده‌است. برخلاف برج‌های دیگر، بازدید از این برج برای عموم آزاد نیست. این بنا در قرن ۱۴ ساخته شده‌است. احتمال می‌رود که این برج برای محافظت در برابر افزایش قدرت خانواده مالاتستا در آن منطقه ساخته شده‌است. همچنین این برج به عنوان زندان نیز مورد استفاده قرار گرفته‌است و بر این اساس، تنها ورودی برج، دربی در ارتفاع حدود هفت متر از سطح زمین است که برای معماری زندان در آن زمان معمول بوده‌است.